# Oman ai Giochi della XXXII Olimpiade
L'Oman ha partecipato ai Giochi della XXXII Olimpiade, che si sono svolti a Tokyo, Giappone, dal 23 luglio all'8 agosto 2021 (inizialmente previsti dal 24 luglio al 9 agosto 2020 ma posticipati per la pandemia di COVID-19) con cinque atleti, quattro uomini e una donna.
Si è trattata della decima partecipazione di questo paese ai Giochi estivi. Nessun atleta ha vinto medaglie.

## Delegazione
| Sport             | Uomini | Donne | Totale |
| ----------------- | ------ | ----- | ------ |
| Atletica leggera  | 1      | 1     | 2      |
| Nuoto             | 1      | 0     | 1      |
| Sollevamento pesi | 1      | 0     | 1      |
| Tiro              | 1      | 0     | 1      |
| Totale            | 4      | 1     | 5      |

## Risultati

### Atletica leggera
| Q | Qualificato al turno successivo per la posizione in qualificazione                                                           |
| q | Qualificato per il turno successivo per ripescaggio o, negli eventi su campo, conquistando la misura minima per qualificarsi |

Eventi su pista e strada
| Atleta            | Evento          | Batteria  | Batteria  | Semifinale      | Semifinale      | Finale          | Finale          |
| Atleta            | Evento          | Risultato | Posizione | Risultato       | Posizione       | Risultato       | Posizione       |
| ----------------- | --------------- | --------- | --------- | --------------- | --------------- | --------------- | --------------- |
| Barakat Al-Harthi | 100 m maschili  | 10"27     | 1° Q      | 10"31           | 7°              | non qualificato | non qualificato |
| Mazoon Al-Alawi   | 100 m femminili | 12"35     | 6°        | non qualificata | non qualificata | non qualificata | non qualificata |

### Nuoto
| Atleta        | Gara                            | Batterie | Batterie | Semifinali      | Semifinali      | Finale          | Finale          |
| Atleta        | Gara                            | Tempo    | Pos.     | Tempo           | Pos.            | Tempo           | Pos.            |
| ------------- | ------------------------------- | -------- | -------- | --------------- | --------------- | --------------- | --------------- |
| Issa Al-Adawi | 100 metri stile libero maschili | 51"81    | 53°      | non qualificato | non qualificato | non qualificato | non qualificato |

### Sollevamento pesi
| Atleta           | Evento         | Strappo   | Strappo    | Slancio   | Slancio    | Totale | Classifica |
| Atleta           | Evento         | Risultato | Classifica | Risultato | Classifica | Totale | Classifica |
| ---------------- | -------------- | --------- | ---------- | --------- | ---------- | ------ | ---------- |
| Amur Al-Khanjari | 81 kg maschile | 140       | 12°        | 177       | 13°        | 317    | 10°        |

### Tiro a segno/volo
| Atleta          | Evento                                 | Qualificazione | Qualificazione | Finale          | Finale          |
| Atleta          | Evento                                 | Punteggio      | Classifica     | Punteggio       | Classifica      |
| --------------- | -------------------------------------- | -------------- | -------------- | --------------- | --------------- |
| Hamed Al-Khatri | Carabina 50 metri 3 posizioni maschile | 1148           | 35°            | non qualificato | non qualificato |